# 陳亨 (天順進士)
陳亨（1428年—？），字惟嘉，福建興化府莆田縣人，明朝政治人物。進士出身。

## 生平
福建鄉試第五十九名。天順元年（1457年）丁丑科會試第二百四名，殿試登進士第三甲第一百四十二名。

## 家族
曾祖陳仲敬。祖父陳以德。父亲陳宏章。